# Sinfonia n. 1 (Rimskij-Korsakov)
La Sinfonia n. 1 in mi minore, Op. 1 (in origine in mi bemolle minore) fu composta da Nikolaj Andreevič Rimskij-Korsakov tra il 1861 ed il 1865 sotto la guida di Milij Balakirev, che ne diresse anche la prima esecuzione nel dicembre del 1865. Il compositore revisionò il lavoro nel 1884.

## Storia della composizione
Prima di incontrare Balakirev, Rimskij-Korsakov aveva scritto, tra le altre cose, "qualcosa di simile all'inizio di una sinfonia in mi bemolle minore". Questi pezzi erano frutto delle lezioni di composizione impartitegli da Théodore Canillé (il cui nome era stato "russificato" in Fëdor A. Kanille), con il quale aveva iniziato a studiare alla fine del 1859. Nel novembre del 1861 Canillé gli fece conoscere Balakirev, che lo incoraggiò a continuare a lavorare al primo movimento della sinfonia. Nel far ciò, il compositore apportò zelantemente tutte le modifiche suggeritegli da Balakirev, che, una volta ultimato il pezzo, lo aiutò ulteriormente orchestrandone la prima pagina. Quando nel 1862 Rimskij-Korsakov si imbarcò al servizio della Marina russa per un viaggio che sarebbe durato tre anni, egli aveva già completato il primo movimento, lo scherzo ed il finale della sinfonia. Il movimento lento fu scritto durante una sosta in Inghilterra e tutto il lavoro fu mandato per posta a Balakirev. Al suo ritorno a San Pietroburgo, il compositore riprese il lavoro sulla sinfonia, aggiungendo un trio allo scherzo e riorchestrando il tutto. La prima esecuzione dell'opera ebbe luogo il 19 dicembre del 1865, ad un concerto della Scuola musicale gratuita, fondata da Balakirev, che diresse con successo la sinfonia. Nel 1884 Rimskij-Korsakov revisionò completamente la partitura: cambiò la tonalità dell'opera da mi bemolle minore a mi minore, per renderla di più facile esecuzione e far sì che entrasse nel repertorio di studenti ed orchestre amatoriali; inoltre, invertì l'ordine del movimento lento e dello scherzo.

## Struttura della composizione
La sinfonia è scritta nei tradizionali quattro movimenti:
1. Largo assai - Allegro
2. Andante tranquillo
3. Scherzo: Vivace - Trio
4. Allegro assai.

## Laprima sinfonia russa
Nella sua veste di leader del Gruppo dei Cinque, Balakirev incoraggiava l'utilizzo di temi ed armonie orientali per distinguere la musica "russa" dal sinfonismo "tedesco" di Anton Rubinštejn ed altri compositori. Poiché Rimskij-Korsakov nella sua Op. 1 fece uso di melodie tratte dal folclore russo ed orientale, Vladimir Stasov ed altri nazionalisti chiamarono questo lavoro "La prima sinfonia russa", anche se Anton Rubinštejn aveva già scritto due sinfonie all'epoca. "La sinfonia è buona", scrisse Cezar' Kjui al compositore nel 1863: "[...] È genuinamente russa. Solo un Russo può averla composta, perché è priva della minima traccia di stagnante germanicità.". Nonostante il giudizio di Kjui, nell'opera sono presenti in buon numero influenze non russe. Tra le sue fonti di ispirazione Rimskij-Korsakov riconosceva l'ouverture Manfred e la sinfonia n. 3 di Robert Schumann, oltre ad opere di Michail Glinka e Balakirev. Egli inoltre, privo di esperienza nell'orchestrare, si affidò al trattato di orchestrazione di Hector Berlioz, oltre che ai consigli di Balakirev.